# I Was Made for Lovin' You
"I Was Made for Lovin' You" is een nummer van de Amerikaanse hardrockband Kiss en is afkomstig van het in mei 1979 uitgegeven album Dynasty. Op 3 mei dat jaar werd het nummer eerst in de VS en Canada op vinylsingle uitgebracht. Op 15 juni dat jaar volgde Europa en in juli Australië, Nieuw-Zeeland,  Japan en Zuid-Afrika. Op 4 september 1989 werd het nummer wereldwijd op cd-single uitgebracht.

## Achtergrond
"I Was Made for Lovin' You" werd een internationale hit en deed het vooral goed in Europa, de Verenigde Staten, Canada en Oceanië. In het Verenigd Koninkrijk echter was de plaat minder succesvol met slechts een 50e positie in de UK Singles Chart. In Frankrijk, Canada en Nieuw-Zeeland bereikte de plaat de nummer 1-positie. In thuisland de Verenigde Staten bereikte de plaat de 11e positie in de Billboard Hot 100. In Duitsland, Zwitserland, Zuid-Afrika en Australië werd de 2e positie bereikt, Oostenrijk de 6e, Noorwegen de 10e en in Zweden de 19e positie.
In Nederland was de plaat op vrijdag 15 juni 1979 Veronica Alarmschijf op Hilversum 3 en werd een gigantische hit in de destijds drie landelijke hitlijsten op de nationale publieke popzender. De plaat bereikte de nummer 1-positie in zowel de Nederlandse Top 40, Nationale Hitparade als de TROS Top 50. In de Europese hitlijst op Hilversum 3, de TROS Europarade, werd de 4e positie bereikt.
In België bereikte de plaat de nummer 1-positie in zowel de voorloper van de Vlaamse Ultratop 50 als de Vlaamse Radio 2 Top 30. In Wallonië werd géén notering behaald.
Sinds de allereerste editie in december 1999 staat de plaat onafgebroken genoteerd in de jaarlijkse NPO Radio 2 Top 2000 van de Nederlandse publieke radiozender NPO Radio 2, met als hoogste notering een 124e positie in 1999.

## Hitnoteringen

### Nederlandse Top 40
| "I Was Made for Lovin' You" in de Nederlandse Top 40 - binnen: 04-08-1979 | "I Was Made for Lovin' You" in de Nederlandse Top 40 - binnen: 04-08-1979 | "I Was Made for Lovin' You" in de Nederlandse Top 40 - binnen: 04-08-1979 | "I Was Made for Lovin' You" in de Nederlandse Top 40 - binnen: 04-08-1979 | "I Was Made for Lovin' You" in de Nederlandse Top 40 - binnen: 04-08-1979 | "I Was Made for Lovin' You" in de Nederlandse Top 40 - binnen: 04-08-1979 | "I Was Made for Lovin' You" in de Nederlandse Top 40 - binnen: 04-08-1979 | "I Was Made for Lovin' You" in de Nederlandse Top 40 - binnen: 04-08-1979 | "I Was Made for Lovin' You" in de Nederlandse Top 40 - binnen: 04-08-1979 | "I Was Made for Lovin' You" in de Nederlandse Top 40 - binnen: 04-08-1979 | "I Was Made for Lovin' You" in de Nederlandse Top 40 - binnen: 04-08-1979 | "I Was Made for Lovin' You" in de Nederlandse Top 40 - binnen: 04-08-1979 | "I Was Made for Lovin' You" in de Nederlandse Top 40 - binnen: 04-08-1979 | "I Was Made for Lovin' You" in de Nederlandse Top 40 - binnen: 04-08-1979 | "I Was Made for Lovin' You" in de Nederlandse Top 40 - binnen: 04-08-1979 | "I Was Made for Lovin' You" in de Nederlandse Top 40 - binnen: 04-08-1979 | "I Was Made for Lovin' You" in de Nederlandse Top 40 - binnen: 04-08-1979 | "I Was Made for Lovin' You" in de Nederlandse Top 40 - binnen: 04-08-1979 | "I Was Made for Lovin' You" in de Nederlandse Top 40 - binnen: 04-08-1979 |
| Week                                                                      | 1                                                                         | 2                                                                         | 3                                                                         | 4                                                                         | 5                                                                         | 6                                                                         | 7                                                                         | 8                                                                         | 9                                                                         | 10                                                                        | 11                                                                        | 12                                                                        | 13                                                                        | 14                                                                        | 15                                                                        | 16                                                                        | 17                                                                        |                                                                           |
| ------------------------------------------------------------------------- | ------------------------------------------------------------------------- | ------------------------------------------------------------------------- | ------------------------------------------------------------------------- | ------------------------------------------------------------------------- | ------------------------------------------------------------------------- | ------------------------------------------------------------------------- | ------------------------------------------------------------------------- | ------------------------------------------------------------------------- | ------------------------------------------------------------------------- | ------------------------------------------------------------------------- | ------------------------------------------------------------------------- | ------------------------------------------------------------------------- | ------------------------------------------------------------------------- | ------------------------------------------------------------------------- | ------------------------------------------------------------------------- | ------------------------------------------------------------------------- | ------------------------------------------------------------------------- | ------------------------------------------------------------------------- |
| Nummer                                                                    | 28                                                                        | 14                                                                        | 8                                                                         | 5                                                                         | 4                                                                         | 2                                                                         | 1                                                                         | 1                                                                         | 1                                                                         | 1                                                                         | 2                                                                         | 3                                                                         | 6                                                                         | 8                                                                         | 15                                                                        | 24                                                                        | 32                                                                        | uit                                                                       |

### Nationale Hitparade
| "I Was Made for Lovin' You" in de Nationale Hitparade - binnen: 07-07-1979 | "I Was Made for Lovin' You" in de Nationale Hitparade - binnen: 07-07-1979 | "I Was Made for Lovin' You" in de Nationale Hitparade - binnen: 07-07-1979 | "I Was Made for Lovin' You" in de Nationale Hitparade - binnen: 07-07-1979 | "I Was Made for Lovin' You" in de Nationale Hitparade - binnen: 07-07-1979 | "I Was Made for Lovin' You" in de Nationale Hitparade - binnen: 07-07-1979 | "I Was Made for Lovin' You" in de Nationale Hitparade - binnen: 07-07-1979 | "I Was Made for Lovin' You" in de Nationale Hitparade - binnen: 07-07-1979 | "I Was Made for Lovin' You" in de Nationale Hitparade - binnen: 07-07-1979 | "I Was Made for Lovin' You" in de Nationale Hitparade - binnen: 07-07-1979 | "I Was Made for Lovin' You" in de Nationale Hitparade - binnen: 07-07-1979 | "I Was Made for Lovin' You" in de Nationale Hitparade - binnen: 07-07-1979 | "I Was Made for Lovin' You" in de Nationale Hitparade - binnen: 07-07-1979 | "I Was Made for Lovin' You" in de Nationale Hitparade - binnen: 07-07-1979 | "I Was Made for Lovin' You" in de Nationale Hitparade - binnen: 07-07-1979 | "I Was Made for Lovin' You" in de Nationale Hitparade - binnen: 07-07-1979 | "I Was Made for Lovin' You" in de Nationale Hitparade - binnen: 07-07-1979 | "I Was Made for Lovin' You" in de Nationale Hitparade - binnen: 07-07-1979 | "I Was Made for Lovin' You" in de Nationale Hitparade - binnen: 07-07-1979 | "I Was Made for Lovin' You" in de Nationale Hitparade - binnen: 07-07-1979 | "I Was Made for Lovin' You" in de Nationale Hitparade - binnen: 07-07-1979 |
| Week                                                                       | 1                                                                          | 2                                                                          | 3                                                                          | 4                                                                          | 5                                                                          | 6                                                                          | 7                                                                          | 8                                                                          | 9                                                                          | 10                                                                         | 11                                                                         | 12                                                                         | 13                                                                         | 14                                                                         | 15                                                                         | 16                                                                         | 17                                                                         | 18                                                                         | 19                                                                         |                                                                            |
| -------------------------------------------------------------------------- | -------------------------------------------------------------------------- | -------------------------------------------------------------------------- | -------------------------------------------------------------------------- | -------------------------------------------------------------------------- | -------------------------------------------------------------------------- | -------------------------------------------------------------------------- | -------------------------------------------------------------------------- | -------------------------------------------------------------------------- | -------------------------------------------------------------------------- | -------------------------------------------------------------------------- | -------------------------------------------------------------------------- | -------------------------------------------------------------------------- | -------------------------------------------------------------------------- | -------------------------------------------------------------------------- | -------------------------------------------------------------------------- | -------------------------------------------------------------------------- | -------------------------------------------------------------------------- | -------------------------------------------------------------------------- | -------------------------------------------------------------------------- | -------------------------------------------------------------------------- |
| Nummer                                                                     | 10                                                                         | 4                                                                          | 1                                                                          | 1                                                                          | 1                                                                          | 1                                                                          | 1                                                                          | 1                                                                          | 1                                                                          | 1                                                                          | 2                                                                          | 4                                                                          | 11                                                                         | 12                                                                         | 23                                                                         | 26                                                                         | 33                                                                         | 39                                                                         | 36                                                                         | uit                                                                        |

### TROS Top 50
Hitnotering: 21-06-1979 t/m 11-10-1979. Hoogste notering: #1 (4 weken).

### TROS Europarade
Hitnotering: 21-07-1979 t/m 25-11-1979. Hoogste notering: #4 (2 weken).

### NPO Radio 2 Top 2000
| Nummer met noteringen in de NPO Radio 2 Top 2000 | '99 | '00 | '01 | '02 | '03 | '04 | '05 | '06 | '07 | '08 | '09 | '10 | '11 | '12 | '13 | '14 | '15 | '16 | '17 | '18 | '19 | '20 | '21 | '22 | '23 | '24 |
| ------------------------------------------------ | --- | --- | --- | --- | --- | --- | --- | --- | --- | --- | --- | --- | --- | --- | --- | --- | --- | --- | --- | --- | --- | --- | --- | --- | --- | --- |
| I Was Made for Lovin' You                        | 124 | 173 | 205 | 152 | 184 | 166 | 283 | 378 | 479 | 270 | 317 | 390 | 390 | 375 | 348 | 332 | 397 | 380 | 400 | 312 | 328 | 297 | 282 | 298 | 307 | 357 |

1. ↑  Een vetgedrukt getal geeft de hoogste notering aan.